# Anguillara Veneta
Anguillara Veneta là một đô thị thuộc tỉnh Padova vùng Veneto, tọa lạc cách 45 km về phía tây nam của Venezia và cách khoảng 30 km về phía nam của Padova. Tại thời điểm ngày 31 tháng 12 năm 2004, đô thị này có dân số 4.766 người và diện tích 21,5 km².
Anguillara Veneta giáp các đô thị: Agna, Bagnoli di Sopra, Boara Pisani, Cavarzere, Pozzonovo, Rovigo, San Martino di Venezze, Tribano.